# Sorgo rosso (romanzo)
Sorgo rosso (cinese semplificato: 红高粱家族 ; cinese tradizionale: 紅高粱家族 ; pinyin: Hóng gāoliang jiāzú, letteralmente "Il clan del sorgo rosso") è un romanzo storico dello scrittore cinese premio Nobel per la letteratura Mo Yan, pubblicato originariamente su diverse riviste in cinque parti nel 1986, poi stampate in volume come romanzo nel 1987. Il libro, che narra con toni epici la storia di un anomalo nucleo familiare della regione cinese di Gaomi, fu il primo romanzo di Mo Yan e rimane ancor oggi la sua opera più celebre.
Nel 1987, dal libro (più precisamente dalle due prime parti) fu tratto il film omonimo dal regista Zhāng Yìmóu, che partecipò nel 1988 al festival internazionale del cinema di Berlino: vinse l'Orso d'oro, lanciando la carriera del regista e della protagonista femminile Gong Li.

## Trama
Nella zona a nordest di Gaomi, distretto rurale della provincia cinese dello Shandong, il sorgo regna incontrastato sulla vita di contadini ed artigiani: l'odore dolce ed intenso del vino che ne viene distillato nel periodo della maturazione, così simile a quello del sangue, raggiunge ogni casa ed ansa del fiume Moshui. In mezzo agli alti fusti del sorgo scorre la storia di Yu Zhan'ao e della sua singolare famiglia, narrata da un nipote, grazie alle testimonianze e ai ricordi raccolti dai pochi sopravvissuti a una serie di episodi oscuri e violenti, come i tempi in cui hanno vissuto.
Tra continui flashback, si dispiega la storia di un ragazzo orfano di padre che la vita ha costretto a crescere in fretta, il suo incontro fatale con la bella Dai Fengliang, obbligata ad un matrimonio disgraziato con il figlio malato di un ricco distillatore locale, e la loro tenace e disperata lotta contro l'invasore giapponese. E come tutto questo abbia spinto Yu Zhan'ao a diventare assassino ed eroe, brigante e guerriero coraggioso, sempre in lotta contro tutto e tutti. Si troverà in tempi diversi a dover fronteggiare le insidie dell'autorità costituita, nelle vesti dell'astuto capo distretto Cao Mengjiu, a combattere la crudeltà degli spietati stranieri venuti da una terra lontana per portare violenza ed oppressione, e a destreggiarsi in mezzo alle non meno insidiose formazioni di combattenti comunisti e nazionalisti, in lotta perenne tra loro non meno che contro il comune invasore.
E tra storie di amore e di morte violenta, rituali magici e spiriti vendicativi, tra bande di cani feroci e uomini ridotti ad una vita spesso altrettanto misera e disperata, la storia giunge fino ai tempi recenti, quando il sorgo ha dovuto lasciar posto a varietà di culture ibride, segno di una vita che si è contaminata, allontanandosi dalle miserie ma anche dalla grandezza di un passato divenuto mito, ormai solo ricordo per vecchi dagli occhi troppo simili a quelli dei conigli.

## Personaggi
- Yu Zhan'ao. Abituato sin da ragazzo a poter contare solo su se stesso, il destino lo mette sulla strada di Dai Fengliang, cambiando per sempre la vita di entrambi. Le circostanze lo spingeranno a diventare bandito ed eroe di guerra.
- Dai Fengliang. Figlia di modesti artigiani, viene data sposa giovane al figlio lebbroso di un ricco proprietario di distilleria, ma l'incontro con il giovane Yu Zhan'ao le concederà l'opportunità di scegliere.
- Yu Douguan. Figlio di Yu Zhan'ao e Dai Fengliang, gettato da ragazzo in mezzo ad una guerra che lo priverà della madre e sterminerà l'intero villaggio in cui era cresciuto, dovrà trovare la forza di crescere in tempi spietati.
- Zio Liu (Arhat Liu). Il lavorante più anziano nella distilleria di sorgo della famiglia Shan, quando la giovanissima Dai Fengliang ne diventa la nuova proprietaria, si rivela un fedele amministratore e prezioso consigliere.
- Lian'er. Seconda compagna di Zhan'ao, ragazza sensuale e passionale, destinata ad una fine crudele e misteriosa.
- Cao Mengjiu. Capo distretto guidato da una ferrea volontà di giustizia, rispettato e temuto per la sua incorruttibilità, e per l'abilità con cui ottiene ciò che vuole.